# Arco de la Federación
El Arco de la Federación es un monumento situado en el municipio libertador, al oeste del distrito metropolitano de Caracas, Venezuela; ubicado específicamente dentro del Parque Ezequiel Zamora (El Calvario), en el centro-oeste de la capital. Es de estilo colonial.
Fue inaugurado por el presidente Joaquín Crespo, el 28 de octubre de 1895, en alusión a la Guerra Federal venezolana entre 1859 y 1863. El arquitecto Juan Hurtado Manrique fue el encargado de diseñar el Arco de la Federación junto a Alejandro Chataing. Su última restauración se realizó en el año 2010, como parte de las mejoras al Parque El Calvario.

## Galería

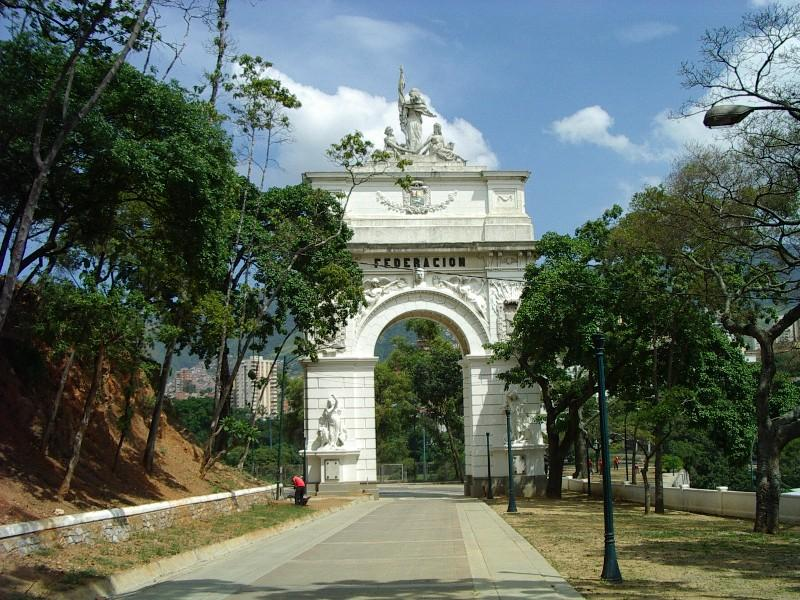
El Arco y sus alrededores
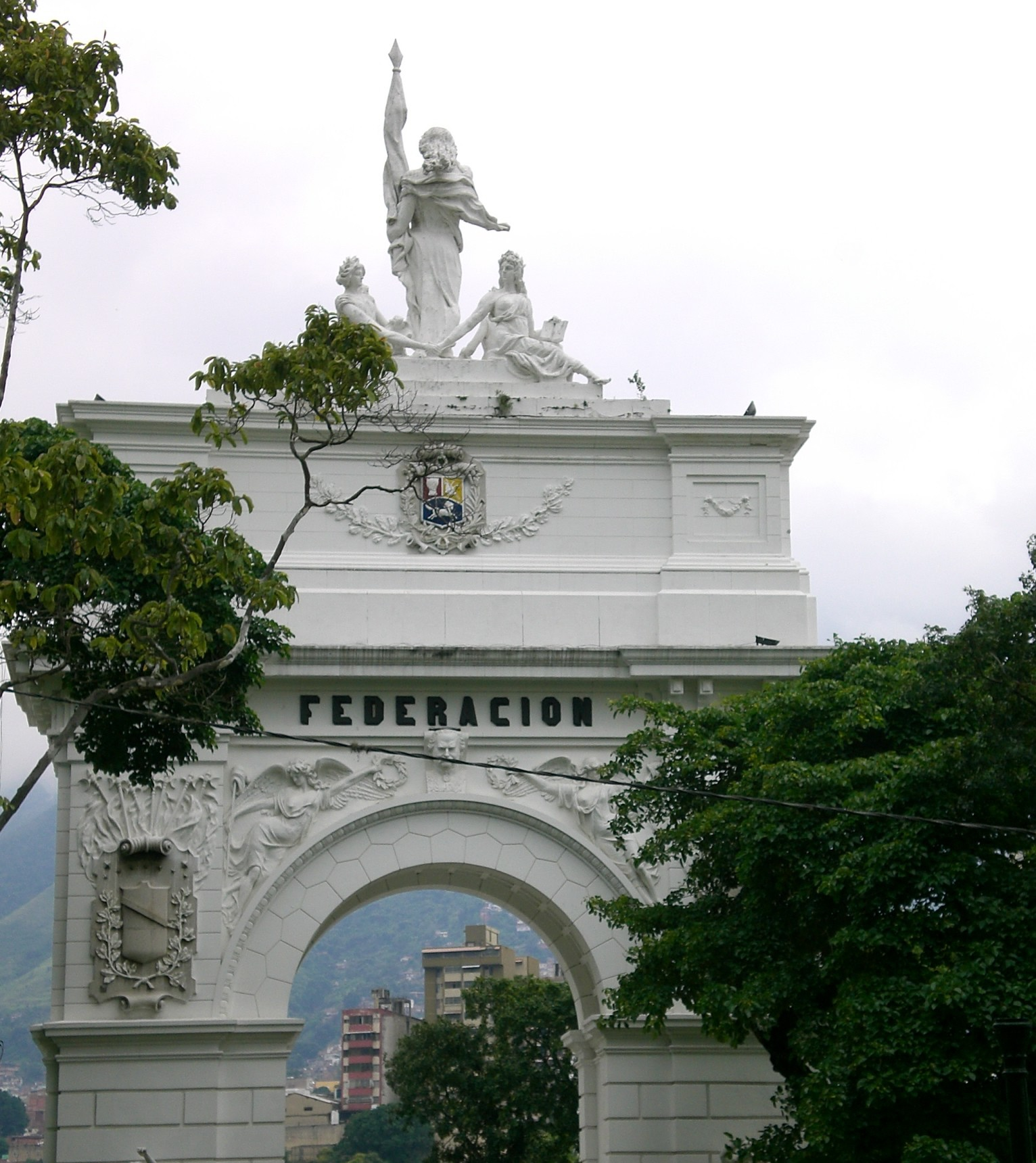
Arco de la Federación antes de su restauración
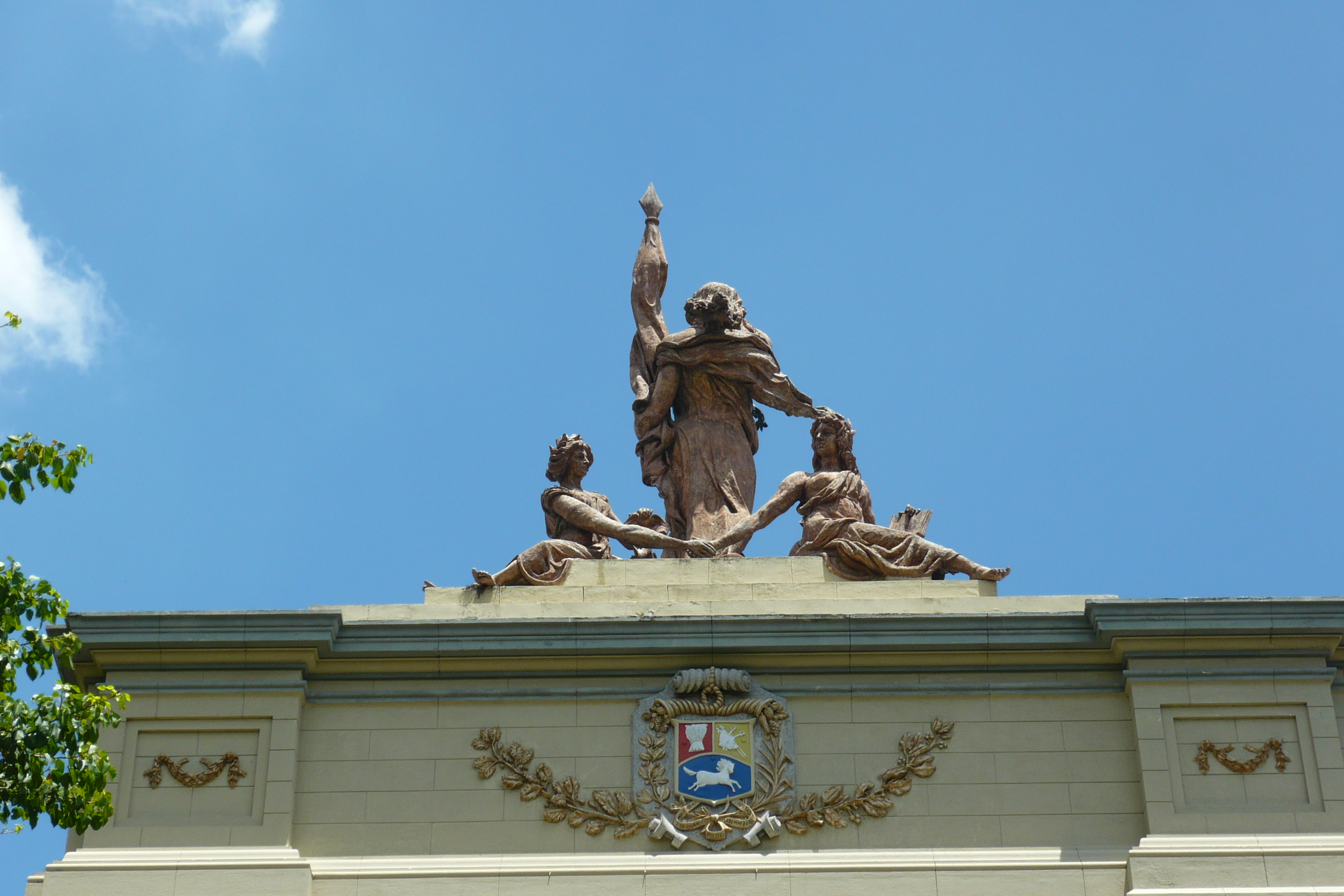
Detalle de la lo mas alto del Arco de la Federación